# Liste der Fürsten von Smolensk

Fürstentum Smolensk (gelb) in der Kiewer Rus 1237

Die Liste der Fürsten von Smolensk enthält die Herrscher im Fürstentum Smolensk in der Kiewer Rus von 988 bis 1404.

## Fürsten
- Stanislaw, um 988/1010–vor 1015, Sohn von Wladimir dem Großen

Jaroslawitschen
- Wjatscheslaw (I.), 1054–1057, Sohn von Jaroslaw dem Weisen
- Igor, 1057–1060, Sohn von Jaroslaw dem Weisen
- Swjatoslaw (I.), 1060–1073, Sohn von Jaroslaw dem Weisen, auch Großfürst von Kiew
- Wladimir (I.) Monomach, 1073–1077, auch Großfürst von Kiew

Monomachowitschen und Swjatoslawitsch
- Mstislaw (I.), 1093–1095, Sohn von Wladimir Monomach, auch Großfürst von Kiew
- Isjaslaw, 1095, Sohn von Wladimir Monomach
- Dawid (I.), 1095–1097, Sohn von Großfürst Swjatoslaw von Kiew, Enkel von Jaroslaw dem Weisen
- Swjatoslaw (II.), 1097–1113, Sohn von Wladimir Monomach, mit Jaropolk gemeinsam oder abwechselnd (?)
- Jaropolk (I.), 1097–1113, Sohn von Wladimir Monomach, auch Großfürst von Kiew
- Wjatscheslaw (II.), 1113–1125, Sohn von Wladimir Monomach, auch Großfürst von Kiew

Rostislawitschen
- Rostislaw (I.), 1125–1159, Sohn von Großfürst Mstislaw von Kiew, auch Großfürst von Kiew
- Roman (I.), 1160–1171, Sohn von Rostislaw, auch Großfürst von Kiew
- Jaropolk (II.), 1171–1172, Sohn von Roman
- Roman (I.), 1172–1174, 2. Mal
- Jaropolk (II.), 1174–1175, 2. Mal
- Mstislaw (II.), 1175–1176, Sohn von Rostislaw
- Roman (I.), 1176–1180, 3. Mal
- Dawid (II.), 1180–1197, Sohn von Rostislaw
- Mstislaw (III.), 1197–1213, Sohn von Roman, auch Großfürst von Kiew
- Wladimir (II.), 1214–1219, Sohn von Großfürst Rurik von Kiew, Enkel von Rostislaw, auch Großfürst von Kiew
- Mstislaw (IV.), 1219–1230, Sohn von Dawid

- Rostislaw (II.), 1230–1232, Sohn von Mstislaw Dawidowitsch, auch Großfürst von Kiew
- Swjatoslaw (II.), 1232–1238, Sohn von Mstislaw Romanowitsch
- Wsewolod, 1239–1249, Sohn von Mstislaw Romanowitsch
- Gleb (I.), 1249–1278, Sohn von Rostislaw
- Michail, 1278–1279, Sohn von Rostislaw
- Fjodor der Schwarze, 1279–1297, Sohn von Rostislaw, gleichzeitig Fürst von Jaroslawl
- Alexander, 1297–1313, Sohn von Gleb
- Iwan, 1313–1359, Sohn von Alexander
- Swjatoslaw (IV.), 1359–1386, Sohn von Iwan
- Juri, 1387–1392, Sohn von Swjatoslaw
- Gleb (II.), 1392–1395, Sohn von Swjatoslaw

Großfürstentum Litauen
- Roman (II.), 1395–1401, Verwandter von Iwan, vorher Fürst von Tschernigow, eingesetzt von Großfürst Vytautas von Litauen zum Statthalter in Smolensk

Rostislawitschen
- Juri, 1401–1407, 2. Mal

Danach kam das Fürstentum Smolensk zum Großfürstentum Litauen.